# Ismaelino de Castro
Otávio Ismaelino Sarmento de Castro (Pará, 21 de maio de 1905 – Rio de Janeiro, 28 de dezembro de 1989) foi um político, militar e jornalista brasileiro.
Filho de Manuel Ismael de Castro e Otávia Sarmento de Castro, estudou no Colégio Paes de Carvalho. Com a Revolução de 1930 no Estado do Pará tornou-se um dos lideres do movimento, fazendo contato com diversos líderes nortistas do movimento.
Em 1930, juntamente com Abel Chermont e Mário Chermont, liderou a Junta Governativa, de 24 a 26 de outubro de 1930, após a saída de Eurico de Freitas Valle do governo. A junta foi substituída por Landry Sales Gonçalves e dois dias depois foi formada uma nova junta, composta por Ismaelino Castro, Mário Midosi Chermont e Antônio Rogério Coimbra, permanecendo somente até o dia 12 de novembro, quando assumiria o intendente Joaquim de Magalhães Cardoso Barata.